# Uaral
Uaral byla chilská dvoučlenná doom/folk metalová kapela založená v roce 1996 ve městě Curicó hudebníky Aciagem (všechny nástroje) a Caudalem (vokály). Uaral bylo jméno mentora, který učil od dětství oba muzikanty vyjádření pocitů v hudbě a poezii.
Debutové studiové album s názvem Sounds of Pain... vyšlo v roce 2005 pod hlavičkou vydavatelství Octagon Music Group. Kapela se v roce 2013 rozpadla, na svém kontě měla dvě dlouhohrající desky (u vydavatelství Octagon Music Group pro Chile a u Lost Horizon Records pro zahraničí) a několik dalších nahrávek.

## Diskografie

### Dema
- Uaral (1997)
- From the Agony to the Hopelessness (1998)
- Acidal (2004)

### Studiová alba
- Sounds of Pain... (2005)
- Lamentos a poema muerto (2007)

### EP
- Laments (1998)